# Composizioni di Dmitrij Dmitrievič Šostakovič

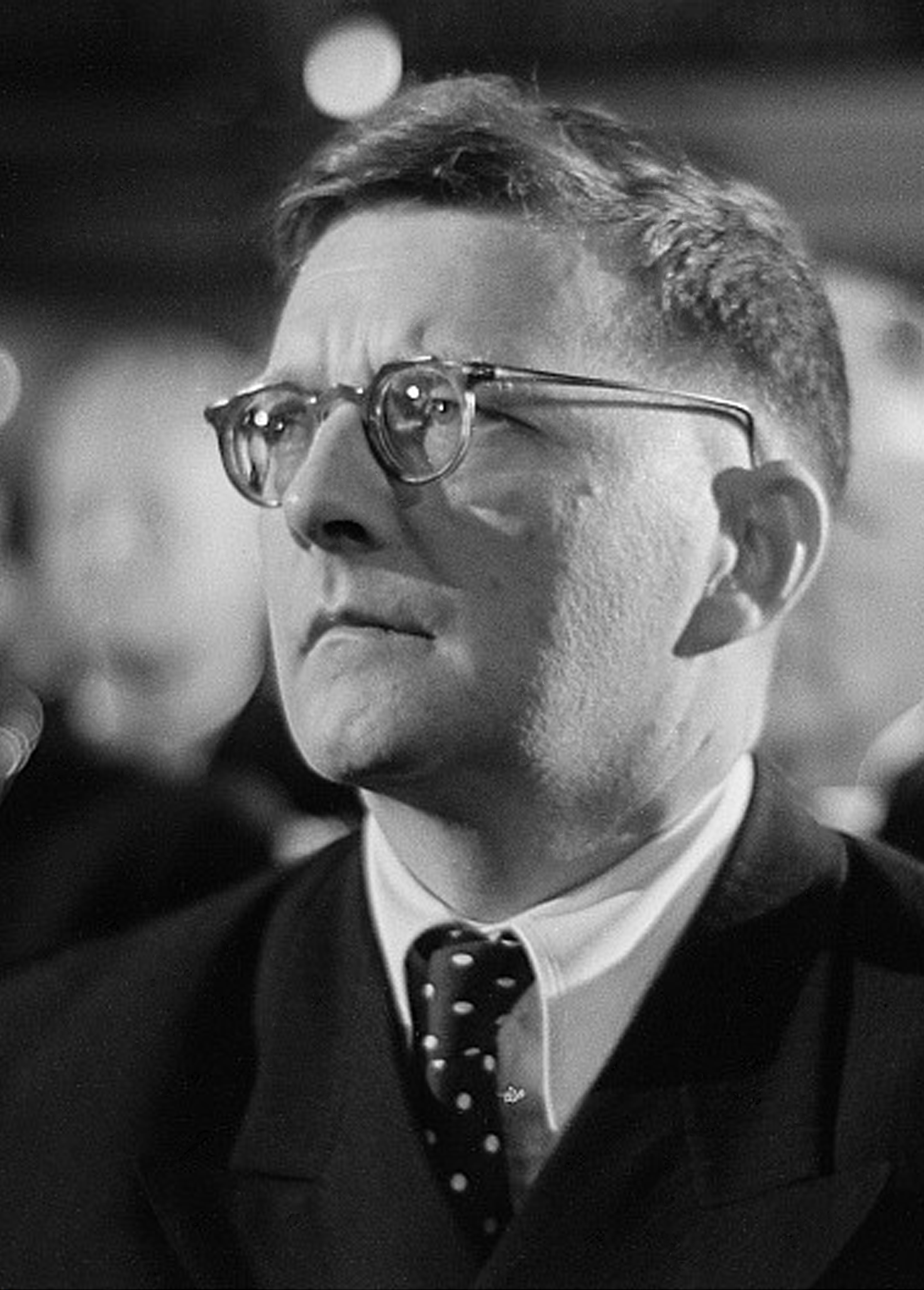
Šostakovič nel 1950.

Lista delle composizioni di Dmitrij Dmitrievič Šostakovič (1906-1975), ordinate per genere, per data di composizione e per numero d'opus. L'anno indicato nella parentesi è quello di composizione. Quando nella lista compare la data di composizione scritta nella modalità giorno-mese-anno, la data di inizio-fine composizione è stata indicata dall'autore sulla partitura.
Le composizioni senza numero di opera sono probabilmente andate o distrutte o perdute, in particolare quelle giovanili.

## Per genere

### Sinfonie
- Op. 10: Sinfonia n. 1 in Fa min. per orchestra (1923-1.7.1925)
- Op. 14: Sinfonia n. 2 in Si mag. "All'Ottobre" orchestra e coro (marzo-estate 1927)
- Op. 20: Sinfonia n. 3 in Mi{\displaystyle \flat } mag. "Al primo Maggio" per orchestra e coro (1929)
- Op. 43: Sinfonia n. 4 in Do min. per orchestra (tardo 1934-20.5.1936)
- Op. 47: Sinfonia n. 5 in Re min. per orchestra (18.4-20.7.1937)
- Op. 54: Sinfonia n. 6 in Si min. per orchestra (estate-metà Ottobre 1939)
- Op. 60: Sinfonia n. 7 in Do mag. "Di Leningrado" per orchestra (Agosto-27.12.1941)
- Op. 65: Sinfonia n. 8 in Do min. per orchestra (tarda estate 1943)
- Op. 70: Sinfonia n. 9 in Mi{\displaystyle \flat } mag. per orchestra (26.7-30.8.1945)
- Op. 93: Sinfonia n. 10 in Mi min. per orchestra (Luglio-25.10.1953)
- Op. 103: Sinfonia n. 11 in Sol min. "L'anno 1905" per orchestra (1956-4.8.1957)
- Op. 112: Sinfonia n. 12 in Re min. "L'anno 1917" per orchestra (1960-22.8.1961)
- Op. 113: Sinfonia n. 13 in Si{\displaystyle \flat } min. "Babij Jar" per basso, coro di bassi e orchestra  (Settembre 1961-20.7.1962)
- Op. 135: Sinfonia n. 14 per soprano, basso, orchestra d'archi e percussioni (2.3.1969)
- Op. 141: Sinfonia n. 15 in La mag. per orchestra (Luglio-agosto 1971)

### Concerti
- Op. 35: Concerto n. 1 per pianoforte, tromba ed orchestra d'archi in Do min. (6.3-20.7.1933); anche trascrizione per 2 pf.
- Op. 77: Concerto n. 1 per violino ed orchestra in La min. (21.7.1947-24.3.1948); dedicato a D. Ojstrach
- Op. 102: Concerto n. 2 per pianoforte ed orchestra in Fa mag. (1957); dedicato a M. Šostakovič; anche trascrizione per 2 pf.
- Op. 107: Concerto n. 1 per violoncello ed orchestra in Mi{\displaystyle \flat } mag. (1959); dedicato a M. Rostropovič
- Op. 125: Ri-orchestrazione del Concerto per violoncello ed orchestra op. 129 in La min. di Robert Schumann (1963); dedicato a M. Rostropovič
- Op. 126: Concerto per violoncello n. 2 in Sol min. (1966); dedicato a M. Rostropovič; anche trascrizione per pf e voce
- Op. 129: Concerto per violino n. 2 in Do{\displaystyle \sharp } min. (8.5.1967); dedicato a D. Ojstrach; anche trascrizione per vl e pf
- Ri- orchestrazione del Concerto per violoncello n. 1 di Tiščenko, (1969); anche orchestr. per 17 fiati, perc. e archi

### Quartetti per archi
- Op. 49: Quartetto n. 1 in Do mag. (30.5-17.7.1938); tit. originale "Primavera"; anche trascr. per orch. d'archi di R. Baršaj (Sinfonia da camera, op. 49a)
- Op. 68: Quartetto n. 2 in La mag. (2.9.1944); dedicato a V. Šebalin
- Op. 73: Quartetto n. 3 in Fa mag. (26.1-2.8.1946); dedicato al Quartetto Beethoven; anche trascr. per orch. d'archi di R. Baršaj (Sinfonia da camera, op. 73a)
- Op. 83: Quartetto n. 4 in Re mag. (1949); anche trascr. per 2 pf e per orch. d'archi di R. Baršaj (Sinfonia da camera, op. 83a)
- Op. 92: Quartetto n. 5 in Si {\displaystyle \flat } mag. (7.9-1.11.1952); dedicato al Quartetto Beethoven
- Op. 101: Quartetto n. 6 in Sol mag. (7-31.8.1956)
- Op. 108: Quartetto n. 7 in Fa {\displaystyle \sharp } min. (marzo 1960); dedicato a N. Šostakovič
- Op. 110: Quartetto n. 8 in Do min. (12-14.7.1960); dedicato alle vittime del fascismo e della guerra; anche trascr. per orch. d'archi di R. Baršaj e S. Sandekis (Sinfonia da camera, op. 110a) e per archi e timp. di A. Stasevic (Sinfonietta)
- Op. 117: Quartetto n. 9 in Mi {\displaystyle \flat } mag. (2-28.5.1964); dedicato a I. Šostakovič
- Op. 118: Quartetto n. 10 in La {\displaystyle \flat } mag. (9-20.7.1964); dedicato a Moisei Weinberg; trascr. di R. Baršaj (Sinf. per orchestra d'archi op. 118a)
- Op. 122: Quartetto n. 11 in Fa min. (30.1.1966); dedicato a V. Širinskij
- Op. 133: Quartetto n. 12 in Re {\displaystyle \flat } mag. (11.3.1968); dedicato a D. Cyganov
- Op. 138: Quartetto n. 13 in Si {\displaystyle \flat } min. (10.8.1970); dedicato a V. Borisovkij
- Op. 142: Quartetto n. 14 in Fa {\displaystyle \sharp } mag. (1972-23.4.1973); dedicato a S. Širinskij
- Op. 144: Quartetto n. 15 in Mi {\displaystyle \flat } min. (17.5.1974)

### Balletti
- Op. 22: L'età dell'oro, balletto in 3 atti, libretto di A. Ivanovskij (1929-1930)
- Op. 27: Il bullone, spettacolo coreografico in 3 atti, libretto di V. Smirnov (1930-1931)
- Op. 39: Il rivo chiaro, commedia balletto in 3 atti, libretto di F. Lopuchov e A. Piotrovskij (1934-1935); anche Suite da balletto e Danza di Bambole (1951)

### Opere teatrali
- Gli Zingari, opera in un atto, libretto di Pǔskin (1915 - 1918); distrutto, ritrovati solo Duetto, Arietta, Trio
- Op. 15: Il naso, opera in tre atti, libretto di E. Zamjatin, G. Ionin, A. Prejs, Šostakovič (da Gogol') (1927-1928)
- Op. 29: Lady Macbeth del distretto di Mcensk, opera in quattro atti, A. Prejs, Šostakovič (da Leskov) (1930-1932); anche Katerina Izmajlova
- Il grande fulmine, opera comica, N. Aseev (1932-1933); frammenti
- Le dodici sedie, operetta, E. Petrov (da Il'f e Petrov), (1937-1938); abbozzata
- Katjuša Maslova, opera, A. Mariengof (da Tolstoj), (1940); abbozzata
- I giocatori, opera in tre atti, Šostakovič (da Gogol') (1941-1942); completato solo il I atto
- Op. 105: Mosca, Čerëmuški, commedia musicale in tre atti, V. Mass e M. Cervinskij (1957-1958); vedi film Čerëmuški
- Op. 114: Katerina Izmajlova, opera in quattro atti, A. Prejs, Šostakovič (da Leskov) (1956-1963); nuova versione della Lady Macbeth del Distretto di Mcensk
- Il Placido Don, opera da camera, da M. Šolochov (1965-1970); progetto
- Orango, opera (1932); ritrovata nel 2010

### Elaborazioni teatrali
- Op. 58: Ri-orchestrazione dell'opera Boris Godunov di M. Musogskij, da Puskin e Karamanzin (1939-1940)
- Orchestrazione dell'opera da camera Il violino di Rothschild di V. Fléjšman (dall'omonimo racconto di Čechov) (1942-1944); compl. e parzialmente orchestrata
- Op. 106: Ri-orchestrazione dell'opera Chovanščina di M. Musorgskij (1959); revisionata e orchestrata

### Pasticci
- La signora e il furfante, balletto in un atto (da una sceneggiatura cinematografica di Majakovskij) (1962?)
- I sognatori, balletto in quattro atti (1976)
- Il racconto del pope e del suo servo Balda, opera in due atti a cura di S. Chentova (1978)
- Il mio paese natale, oratorio per 2 tenori, basso, coro e orchestra. (1970); comprende "Leningrado città natale", "Fiume russo", "Vittoria di primavera" op. 72, "I rintocchi di Novorossijsk".

### Musiche per film
- Op. 18: La nuova Babilonia, sceneggiatura di G. Kozincev e regia di L. Trauberg (1928); originale perduta, vedi Suite
- Op. 26: Sola, sceneggiatura di G. Kozincev e regia di L. Trauberg (1930-1931); esiste suite di 3 brani a cura di Rozdestvenskj
- Op. 30: Le montagne dorate, sceneggiatura e regia di S. Jutkevic (1930-1931)
- Genu in Pilae (1932); distrutto, attribuito a Šostakovič una suite di 8 numeri redatta da copisti
- Op. 33: Il passante (La tua prossima via), sceneggiatura e regia di L. Arnstam (1932)
- Op. 38: Amore e odio, sceneggiatura di S. Jarmolinskij e regia di Handelstein (1934)
- Op. 41: La giovinezza di Maksim (Il bolscevico), sceneggiatura di G. Kozincev e regia di L. Trauberg (1934)
- Op. 41a: Amiche, sceneggiatura e regia di L. Arstam(1934-1935)
- Op. 36: Il racconto del pope e del suo servo Balda, cartone animato di M. Cechanovskij (da Puskin) (1933-1935); incompleta
- Op. 45: Il ritorno di Maksim, sceneggiatura di G. Kozincev e regia di L. Trauberg (1936-1937)
- Op. 48: I giorni di Volocaevskij (Intervento nel lontano est), sceneggiatura e regia di S. e G. Vasilev (1936-1937); Šostakovič progettò un'opera a questo soggetto
- Op. 50: La zona di Vyborg, sceneggiatura di G. Kozincev e regia di L. Trauberg (1938)
- Op. 51: Amici, sceneggiatura e regia di L. Arstam (1938)
- Op. 52: Il grande cittadino, I e II, sceneggiatura e regia di F. Ermler (1938)
- Op. 53: L'uomo col fucile (Novembre), sceneggiatura di N. Pogodin e regia di S. Jutkevic (1938)
- Op. 56: Lo stupido topolino, cartone animato con sceneggiatura di S. Marsak e regia di M. Cechanovskij (1939); non realizzato
- Op. 59: Le avventure di Korzinka, sceneggiatura e regia di K. Mintz (1940)
- Op. 64: Zoja (Chi è costei?), sceneggiatura e regia di L. Arstam (1944)
- Op. 71: Gente semplice, sceneggiatura di G. Kozincev e regia di L. Trauberg (1945)
- Op. 76: Pirogov, sceneggiatura di I. German e regia di G. Kozincev (1947)
- Op. 75: La giovane guardia, I e II, sceneggiatura e regia di S. Gerasimov (1947-1948)
- Op. 78: Micurin, sceneggiatura e regia di A. Dovzenko (1948); vedi Suite da balletto n. 2
- Op. 80: Incontro sull'Elba, sceneggiatura e regia di G. Aleksandrov (1948)
- Op. 82: La caduta di Berlino, sceneggiatura e regia di M. Caureli (1949)
- Op. 85: Belinskij, sceneggiatura e regia di G. Kozincev (1950)
- Op. 89: L'indimenticabile anno 1919, sceneggiatura e regia di M. Caureli (1951)
- Op. 95: Il canto dei grandi fiumi (Unità), documentario con sceneggiatura e regia di J. Ivens (1954)
- Op. 97: Il tafano, sceneggiatura di E. Gabrilovic e regia di M. Kalatozov (1956)
- Op. 99: Il primo contingente, sceneggiatura di N. Podgodin e regia di M. Kalatozov (1956)
- Op. 111: Cinque giorni – Cinque notti, sceneggiatura e regia di L. Arnstam (1960)
- Cheryomushki, sceneggiatura e regia di V. Mass, M. Cervinskij, G. Rappoport (1962)
- Op. 116: Amleto, sceneggiatura e regia di G. Kozincev (da Shakespeare) (1963-1964)
- Op. 120: Un anno, una vita, sceneggiatura e regia di G. Romal (1965)
- Op. 132: Sof'ja Perovskaja, sceneggiatura di E. Gabrilovic e regia di L. Arnstam (1967)
- Op. 137: Re Lear, sceneggiatura e regia di Kozincev (da Shakespeare) (1970)
- I giorni di Pietroburgo, sceneggiatura e regia di Kozincev (1973)

#### Suite dalle musiche per film
- Op. 30a: Le montagne dorate, per orchestra (1931)
- Op. 32a: Suite da "Amleto", per legni, ottoni, percussioni, archi (1932)
- Op. 50a: Frammenti dalla trilogia cinematografica "Maksim", per orchestra (1961); dai film "La giovinezza di Maksim", "Il ritorno di Maksim", "Il distretto Vyborg"
- Op. 64a: Frammenti dal film Zoya, per coro e orch. (1944)
- Op. 76a: Pirogov, per orchestra (1947?)
- Op. 75a: La giovane guardia, per orchestra (1951)
- Op. 78a: Suite dal film Micurin, per coro e orch. (1964)
- Op. 80a: Incontro sull'El'ba, per orchestra (1948?)
- Op. 82a: Suite dal film La caduta di Berlino, per coro e orch. (1950); testi di E. Dolmatovskij
- Op. 85a: Suite dal film Belinskij, per coro e orch. (1960)
- Op. 89a: Frammenti dal film L'indimenticabile anno 1919, per orchestra (1953)
- Op. 97a: Frammenti dal film Il tafano, per orchestra (1955)
- Op. 99a: Frammenti dal film Il primo contingente, per coro e orch. (1956)
- Op. 111a: Cinque giorni – Cinque notti, per orchestra (1961)
- Op. 116a: Amleto, per orchestra (1964)

### Musiche di scena, Rivista
- Op. 19: La cimice, pièce di V. Majakovskij, regia di V. Mejerchol'd (1929)
- Op. 24: Lo sparo, pièce di A. Bezymenskij (1929)
- Op. 25: Terre vergini, pièce di A. Gorbenko e N. L'vov (da M. Solochov) (1930?); perduta, Šostakovič progettò un'opera su questo soggetto
- Op. 28: Rule Britannia!, pièce di A. Piotrovskij (1931)
- Op. 31: Giustiziati con condizionale (Hypothetically Murdered), rivista di V. Voevodin e R. Ryss (1931)
- Op. 32: Amleto, tragedia di Shakespeare (1931-1932)
- Op. 37: La commedia umana, pièce di P. Suchotin (da Balzac) (1933-1934)
- Op. 44: Salve Spagna!, pièce di A. Afigenov (1936)
- Op. 58a: Re Lear, tragedia di Shakespeare (1940)
- Op. 63: Leningrado città natale, suite inclusa nello spettacolo "Patria", testi di E. Dolmatovskij e M. Svetlov (1942); vedi Il mio paese natale
- Op. 66: Fiume russo, per lo spettacolo "Il grande fiume", testi di M. Vol'pin, I. Dobrovolskij e N. Erdmann (1944)

### Composizioni per orchestra
- Op. 1: Scherzo in Fa{\displaystyle \sharp } min. (fine 1919); dedicato a M. Stejnberg
- Op. 3: Tema e Variazioni in Si{\displaystyle \flat } mag. (1921-1922); dedicato a N. Sokolov
- Op. 7: Scherzo in Mi{\displaystyle \flat } mag. (1923-15.10.1924); dedicato a P. Rjazanov
- Op. 16: Tahiti Trot - Tea for Two, riorch. del foxtrot di V. Youmans (1.10.1927); dedicato N. Mal'ko; inserito in Op. 22 con diversa orch.
- Op. 23: Colombo, due pezzi per l'opera Armer Columbus di Dressel (1929)
- Op. 22a: L'età dell'oro, suite dal balletto (1929-1930)
- Op. 27a: Il bullone, suite da balletto n. 5 (1931)
- La compagnia verde, orchestrazione dell'overture di Dzerzinkij (1931); perduto
- Il rivo chiaro, suite (1945); realizzata da parti orchestrali
- Vergnügungzug ("Treno del divertimento"), riorch. della Polka op. 281 di J. Strauss (1940)
- L'Internazionale, orchestrazione (1941)
- Op. 96: Ouverture festiva (1947)
- Tre pezzi (1947-1948); non realizzati
- Suite da balletto n. 1 (1949)
- Suite da balletto n. 2 (1951)
- Suite da balletto n. 3 (1952)
- Suite da balletto n. 4 (1953)
- Valzer, dal film Unità (1953)
- I rintocchi di Novorossijsk (La fiamma della gloria eterna), (1960); dedicata agli Eroi della Grande Guerra Patriottica; anche trascr. per coro e pf e per pf a 4 mani
- Cinque Interludi dall'opera Katerina Izmajlova (1961)
- Op. 115: Ouverture su temi popolari russi e circassi (1963)
- Frammenti dal film Un anno, una vita (1964)
- Op. 130: Preludio sinfonico - funerario (1967); dedicato agli eroi di Stalingrado
- Op. 131: Ottobre, poema sinfonico (1967); anche trascr. per pf e 4 mani

### Composizioni per piccola orchestra o gruppi di fiati
- Op. 11: Due pezzi (Preludio e Scherzo), per ottetto d'archi (1924-1925); alla memoria di V. Kurcavov
- Op. 17: Due pezzi da Scarlatti, trascrizione per legni, cor., tr., trb. e timp. (1928)
- Suite dal film "La nuova Babilonia", per orch. di teatro (1976?); perduta
- Suite per orchestra jazz n. 1, per sax, tr., trb., perc., banjo, chit. hawaiana, pf., vl., cb. (1934)
- Op. 42: Cinque frammenti, per legni, ottoni, arpa, tamburo, archi (9.6.1935)
- Suite per orchestra jazz n. 2, per legni, ottoni, perc., pf., chit., banjo, vln., cb. (1938)
- Marcia cerimoniale, per legni, ottoni, perc., cornette, 2 alti, 3 tenori, un basso (1942)
- Suite per orchestra di varietà, per legni, ottoni, perc., arpa, 2 pf., cel., chit., fisarm., archi (posteriore al 1956)
- Op. 139: Marcia della milizia sovietica, per fl., cl, 2 cornette, tr., trb., strumenti da banda, 2 alti, 3 tenori, baritono, 2 bassi, perc. (1970)

### Musica da camera varia
- Op. 8: Trio n. 1, per vl., vcl., pf (1923); compl. di B. Tiscenko
- Op. 9: Tre pezzi, per vcl. e pf. (1923-1924); perduta
- Due pezzi, per quartetto d'archi (1.11.1931); ded. al Quartetto J. Vuillame
- Op. 40: Sonata in Re min., per vcl. e pf. (14.8-19.9.1934); ded. a V. Kubackij
- Op. 57: Quintetto con pianoforte in Sol min., per 2 vl., vla, vcl., pf. (14.9.1940)
- Tre pezzi, per vl. solo (1940); ritirati
- Op. 67: Trio n. 2 in Mi min., per vl., vcl., pf. (15.2-13.8.1944); ded. alla memoria di I. Sollertinskij
- Op. 127: Sette romanze su poesie di Aleksandr Blok, suite per soprano, vl., vcl., pf. (3.2.1967); ded. a G. Visnevskaja
- Op. 134: Sonata per violino, per vl. e pf. (ottobre 1968); ded. a D. Ojstrach
- Op. 147: Sonata per viola, per vla e pf. (giugno-5.7.1975); ded. a F. Druzinin e III mov. in memoria di L. V. Beethoven

### Composizioni per coro
- Madrigale per il nuovo anno (dicembre 1933); perduta
- Vocalizzo, per coro a cappella (1934); dal film Amici
- Inno nazionale sovietico (1944 o 1952); in collaborazione con A. Chacaturjan
- Nei campi stanno i Kolchoz (Gloria),trascr. per vv. bianche e coro misto (1960?); da il Canto delle Foreste
- Una bella giornata, canto per vv. bianche e pf. (1950); dal film La caduta di Berlino
- Quattro cori, per coro misto a cappella; dal film Belinskij
- Op. 88: Dieci poemi su tesi di poeti rivoluzionari, per coro misto a cappella (1951);testi di L. Radin, E. Tarasov, A. Gmyrev, A. Koc, V. Tan-Bogoraz e Anonimo
- Dieci canti popolari russi, per vv., coro misto e pf. (1951)
- Op. 104: Due adattamenti di canti popolari russi, per coro misto a cappella (1957); testi tradizionali
- Op. 136: Lealtà, 8 ballate per coro maschile (1970); testi di E. Dolmatovskij; dedicato a G. Ernesakov

### Composizioni per coro e orchestra
- Op. 4: Due favole di Krylov, per Alto, coro femminile e orch. (1921-22); testi di I. Krylov; dedicato a M. V. Kvadri
- Da Carlo Marx ai nostri giorni, poema sinfonico per soli, coro e orch. (1932); progetto
- La promessa al commissario del popolo, canto per Basso, coro e pf o orch. (1941); testo di V. Sajanov
- Gli eroici difensori di Mosca, oratorio (1943?)
- Op. 74: Poema sulla patria, cantata per Alto, Tenore, 2 Baritoni, Basso, coro e orch. (1947)
- Op. 81: Il canto delle foreste, oratorio per Tenore, Basso, voci bianche, coro misto e orch. (1949); testo di E. Dolmatovskij
- Op. 90: Il sole splende sulla nostra patria, cantata per Soprano, Tenore, Basso, voci bianche, coro misto e orch. (1952); testi di E. Dolmatovskij, M. Svetlov e canti rivoluzionari.
- Due cori, per coro e orch. (1962); trascrizione di due brani op. 124 di A. Davidenko
- Op. 119: L'esecuzione di Stepan Razin, cantata per Basso, coro misto e orch. (1964); testo di E. Evtusenko

### Composizioni per voce e orchestra
- Ti ho atteso nella grotta; trascr. per soprano e orch. dell'op. 40 di Korsakov (1921)
- Op. 15a: Suite da " Il naso", per baritono, tenore e orch. (1927)
- Op. 21: Sei Romanze su versi di poeti giapponesi (1928-1932); dedicato a N. Varzar
- Op. 46a: Tre Romanze su versi di Puškin per basso e orch. (1944); trascr.
- Otto canti popolari inglesi e americani (1944); trad. di S. Bolotin e T. Sikorskij
- Op. 79: Dalla poesia popolare ebraica (1.8-1.10.1948)
- Canti e danze della morte orchestr. di Musorgskij (1962); dedicato G. Višmevskaja
- Op. 140: Sei romanze su testi di poeti inglesi, per basso e orch. da camera (1971); anche altra versione op. 62a per basso e orch.(1943)
- Op. 143a: Sei poesie di Marina Cevtaeva, suite per contralto e orch. da camera (1974)
- Op. 145a: Suite su versi di Michelangelo Buonarroti, per basso e orch. (1974)
- Il canto della mosca (trascr. Op. 75 di Beethoven), per basso e orch. (1975); testi dal Faust di Goethe

### Composizioni per pianoforte
- Minuetto, Preludio e Intermezzo (incompleto) (1919-1920)
- Murzilka (1919-1920)
- Op. 2: Otto Preludi (1919-1920); perduti
- Cinque preludi (1920-1921); da una raccolta scolastica
- Op. 5: Tre danze fantastiche (1920-22); dedicato a J. Schwartz
- Sonata in Si{\displaystyle \flat } min. (1924); distrutta
- Op. 12: Sonata n. 1 (1926); sottotitolo originale "Ottobre"
- Op. 13: Aforismi (25.1-7.4.1927)
- Quattro movimenti, dalla rivista (1931); trascrizione
- Giustiziati con condizionale (Hypothetically murdered)
- Op. 34: Ventiquattro preludi (1932)
- Op. 61: Sonata per pianoforte n. 2 in Si min. (18.2-17.3.1942); dedicato a L. Nikolaev
- Op. 69: Quaderno infantile (1944)
- Op. 87: Ventiquattro preludi e fughe (ottobre 1950-febbraio 1951); esiste trascrizione del n. 15 per 2 pf.
- Danze di bambole (1951); adattamenti delle op. 22, 27, 39
- Undici variazioni su tema di Glinka (1957); opera con Ešpai, Kabalevskij, Kapp, Levitin, Ščedrin, Šebalin e Sviridov

### Composizioni per 2 pianoforti o pianoforte a 4 mani
- Op. 6: Suite per 2 pianoforti in Fa{\displaystyle \sharp } min. (marzo 1922); alla memoria del padre
- Sinfonia di Salmi (Stravinsky) (1930?); trascr. per 2 pf; perduta
- Una marcia allegra per 2 pf (1949)
- Op. 94: Concertino in La min. per 2 pianoforti (1933)

### Composizioni per voce e pianoforte
- Il canto del prossimo treno (1932?); dal film "Il passante"
- Pena e lamento del mio cuore (1932?); dal film "Il passante"
- Incontriamo questo mattino (Canto dei giovani lavoratori), trascrizione (1936); dal film "Il passante"
- Op. 46: Quattro romanze su versi di Puskin, per Basso e pianoforte (1936)
- Romanza (1938 o 1941?); testi di H. Heine; perduto
- Canto del Pazzo e ballata di Cordelia (1940?); da "Re Lear" op. 65
- Op. 62: Sei romanze su versi di poeti inglesi, per Basso e pianoforte, testi di W. Raleigh, R. Burns, W. Shakespeare (1942)
- Nacque una ragazza coraggiosa nel suo paese natale (1944?); dal film "Zoja"
- Op. 72: Due canti (1942); testi di M. Svetlov
- Tre canti, trascr. (1956); testi di E. Dolmatovskij, dal film "Incontro sull'El'ba"
- Ždanovščina (1948); composizione vocale satirita probabilmente scritta
- Op. 72: Due canti (1942); testi di M. Svetlov
- Op. 79a: Dalla poesia popolare ebraica, per voci e pf (24.10.1948)
- Una passeggiata nel futuro (1962?); dal "Canto delle foreste"
- Op. 84: Due romanze su versi di Michail Lermontov, per voce maschile e pf (25-26.6.1950)
- Op. 86: Quattro canti su versi di E. Dolmatovskij (1951)
- Op. 91: Quattro monologhi su versi di Puskin, per Basso e pf (5-8.10.1952)
- Canti greci (1952-1953); adattamenti di melodie tradizionali
- Due canti (1952-1953); dal film "Unità"
- Op. 98: Cinque romanze (Canti dei nostri giorni), per Basso e pf (1954); testi di E. Dolmatovskij
- Furono baci (1954?); testi di E. Dolmatovskij
- Due canti (1954); dal film "Il primo contingente"
- Op. 100: Canti spagnoli, per Soprano e pf (1956); adattamento di melodie tradizionali
- Op. 109: Satire (Scene del passato), cinque romante per Soprano e pf (1960); testi di S. Cernkij; dedicato a G. Visnevskaja
- Op. 121: Cinque romanze su testi dalla rivista "Krokodil", per Basso e pf (4.9.1965)
- Op. 123: Prefazione alla collezione completa della mia opera e brevi riflessioni in proposito, per Basso e pf (2.3.1966); testo di Šostakovič, parafrasi da Puskin
- Op. 128: Primavera, primavera, canto per Basso e pf (1967); testo dall'Eugenik Oneghin di A. Puskin
- Lamento del popolo (1970?); trasc. del "Re Lear"
- Op. 143: Sei poesie di Marina Cevtaeva (7.8.1973)
- Op. 145: Suite su versi di Michelangelo Buonarroti, per Basso e pf (31.7.1974); titoli di Šostakovič; dedicato a I. Šostakovič
- Op. 146: Quattro poesie del capitano Lebjadkin, per Basso e pf (6.4.-31.8.1974); testi da "I demoni" di F. Dostoevskij, titoli dei numeri 1-3 di Šostakovič

## In ordine cronologico

### Anni dieci
- Gli Zingari (1915 - 1918)
- Op. 1: Scherzo in Fa{\displaystyle \sharp } min. (fine 1919)
- Minuetto, Preludio e Intermezzo (1919-1920)
- Murzilka (1919-1920)
- Op. 2: Otto Preludi (1919-1920)

### Anni venti
- Cinque preludi (1920-1921)
- Op. 3: Tema e Variazioni in Si{\displaystyle \flat } mag. (1921-1922)
- Op. 4: Due favole di Krylov (1921-22)
- Op. 5: Tre danze fantastiche (1920-22)
- Ti ho atteso nella grotta (1921)
- Op. 6: Suite per 2 pianoforti in Fa{\displaystyle \sharp } min (marzo 1922)
- Op. 7: Scherzo in Mi{\displaystyle \flat } mag. (1923-15.10.1924)
- Sonata in Si{\displaystyle \flat } min. (1924)
- Op. 8: Trio n. 1 (1923)
- Op. 9: Tre pezzi (1923-1924)
- Op. 10: Sinfonia n. 1 in Fa min. (1923-1.7.1925)
- Op. 11: Due pezzi (Preludio e Scherzo) (1924-1925)
- Op. 12: Sonata n. 1 (1926)
- Op. 13: Aforismi (25.1-7.4.1927)
- Op. 14: Sinfonia n. 2 in Si mag. "All'Ottobre" (marzo-estate 1927)
- Op. 15: Il naso (1927-1928)
- Op. 15a: Suite da "Il naso" (1927)
- Op. 16: Tahiti Trot - Tea for Two
- Op. 17: Due pezzi da Scarlatti (1928)
- Op. 18: La nuova Babilonia (1928); vedi Suite
- Op. 19: La cimice (1929)
- Op. 20: Sinfonia n. 3 in Mi{\displaystyle \flat } mag. "Al primo Maggio" (1929)
- Op. 21: Sei Romanze su versi di poeti giapponesi (1928-1932)
- Op. 22: L'età dell'oro (1929-1930)
- Op. 22a: L'età dell'oro, suite dal balletto (1929-1930)
- Op. 23: Colombo, due pezzi per l'opera Armer Columbus di Dressel (1929)
- Op. 24: Lo sparo (1929)

### Anni trenta
- Trascrizione della Sinfonia di Salmi (Stravinsky) (1930?)
- Quattro movimenti, dalla rivista (1931)
- Giustiziati con condizionale (Hypothetically murdered) (1931)
- Due pezzi per quartetto d'archi (1.11.1931)
- Op. 25: Terre vergini (1930?)
- Op. 26: Sola (1930-1931)
- Op. 27: Il bullone (1930-1931)
- Op. 27a: Il bullone, suite da balletto n. 5 (1931)
- Op. 29: Una Lady Machbeth del distretto di Mcensk, (1930-1932)
- La compagnia verde, orchestr. (1931)
- Op. 30: Le montagne dorate (1930-1931)
- Op. 30a: Le montagne dorate, suite dal film (1931)
- Op. 28: Rule Britannia! (1931)
- Op. 31: Giustiziati con condizionale (Hypothetically murdered) (1931)
- Op. 32: Amleto (1931-1932)
- Op. 32a: Suite da "Amleto" (1932)
- Op. 33: Il passante (La tua prossima via) (1932)
- Op. 34: Ventiquattro preludi (1932)
- Genu in Pilae (1932)
- Da Carlo Marx ai nostri giorni (1932); progetto
- Il canto del prossimo treno (1932?)
- Pena e lamento del mio cuore (1932?)
- Il grande fulmine (1932-1933)
- Orango (1932)
- Op. 35: Concerto n. 1 per pianoforte, tromba ed orchestra d'archi in Do min. (6.3-20.7.1933)
- Madrigale per il nuovo anno (dicembre 1933)
- Op. 36: Il racconto del pope e del suo servo Balda (1933-1935)
- Op. 37: La commedia umana (1933-1934)
- Op. 38: Amore e odio (1934)
- Op. 39: Il rivo chiaro (1934-1935)
- Op. 40: Sonata in Re min. (14.8-19.9.1934)
- Op. 41: La giovinezza di Maksim (Il bolscevico) (1934)
- Op. 41a: Amiche (1934-1935)
- Suite per orchestra jazz n. 1 (1934)
- Vocalizzo (1934)
- Op. 42: Cinque frammenti (9.6.1935)
- Op. 43: Sinfonia n. 4 in Do min. (tardo 1934-20.5.1936)
- Le dodici sedie (1937-1938)
- Op. 44: Salve Spagna! (1936)
- Op. 45: Il ritorno di Maksim (1936-1937)
- Op. 46: Quattro romanze su versi di Puskin (1936)
- Incontriamo questo mattino (Canto dei giovani lavoratori) (1936)
- Op. 46a: Tre Romanze su versi di Puškin(1944)
- Op. 47: Sinfonia n. 5 in Re min. (18.4-20.7.1937)
- Op. 48: I giorni di Volocaevskij (Intervento nel lontano est) (1936-1937)
- Op. 49: Quartetto n. 1 in Do mag. (30.5-17.7.1938)
- Op. 50: La zona di Vyborg (1938)
- Op. 51: Amici (1938)
- Op. 52: Il grande cittadino, I e II (1938)
- Op. 53: L'uomo col fucile (Novembre) (1938)
- Suite per orchestra jazz n. 2 (1938)
- Romanza (1938 o 1941?)
- Op. 54: Sinfonia n. 6 in Si min. (estate-metà Ottobre 1939)
- Op. 55: Musiche del film Il grande abitante, seconda parte (1939)
- Op. 56: Lo stupido topolino (1939)
- Op. 57: Quintetto con pianoforte in Sol min. (14.9.1940)
- Op. 58: Boris Godunov, riorchestr. (1939-1940)
- Vergnügungzug ("Treno del divertimento"), (1939) riorch.

### Anni quaranta
- Op. 59: Le avventure di Korzinka (1940)
- Canto del Pazzo e ballata di Cordelia (1940?)
- Tre pezzi, per vl. solo (1940)
- I giocatori (1941-1942)
- L'Internazionale, orchestrazione (1941)
- La promessa al commissario del popolo, (1941)
- Op. 60: Sinfonia n. 7 in Do mag. "Leningrado" (Agosto-27.12.1941)
- Op. 61: Sonata per pianoforte n. 2 in Si min. (18.2-17.3.1942)
- Op. 62: Sei romanze su versi di poeti inglesi (1942)
- Marcia cerimoniale (1942)
- Il violino di Rothschild (1942-1944)
- Op. 63: Leningrado città natale (1942)
- Gli eroici difensori di Mosca, (1943?)
- Op. 64: Zoja (Chi è costei?) (1944)
- Op. 64a: Frammenti dal film Zoya (1944)
- Op. 65: Sinfonia n. 8 in Do min. (tarda estate 1943)
- Op. 66: Fiume russo (1944)
- Nacque una ragazza coraggiosa nel suo paese natale (1944?)
- Inno nazionale sovietico (1944 o 1952); con A. Chacaturjan
- Op. 67: Trio n. 2 in Mi min. (15.2-13.8.1944)
- Op. 68: Quartetto n. 2 in La mag. (2.9.1944)
- Op. 69: Quaderno infantile (1944)
- Otto canti popolari inglesi e americani (1944)
- Op. 70: Sinfonia n. 9 in Mi{\displaystyle \flat } mag. (26.7-30.8.1945)
- Il rivo chiaro, suite (1945)
- Op. 71: Gente semplice (1945)
- Op. 72: Due canti (1942)
- Op. 73: Quartetto n. 3 in Fa mag. (26.1-2.8.1946)
- Op. 74: Poema sulla patria (1947)
- Op. 75: La giovane guardia, I e II (1947-1948)
- Op. 76: Pirogov (1947)
- Op. 78: Micurin (1948); vedi Suite da balletto n. 2
- Op. 96: Ouverture festiva (1947)
- Op. 76a: Pirogov, suite dal film (1947?)
- Tre pezzi (1947-1948); non realizzati
- Op. 77: Concerto n. 1 per violino e orchestra in La min. (21.7.1947-24.3.1948)
- Op. 78a: Suite dal film Micurin (1964)
- Op. 79: Dalla poesia popolare ebraica (1.8-1.10.1948)
- Op. 80: Incontro sull'Elba (1948)
- Op. 80a: Incontro sull'El'ba, suite dal film (1948?)
- Ždanovščina (?) (1948)
- Op. 79a: Dalla poesia popolare ebraica (24.10.1948)
- Op. 81: Il canto delle foreste (1949)
- Op. 82: La caduta di Berlino (1949)
- Una marcia allegra per 2 pf (1949)
- Suite da balletto n. 1 (1949)
- Op. 82a: Suite dal film La caduta di Berlino (1950)
- Op. 83: Quartetto n. 4 in Re mag. (1949)

### Anni cinquanta
- Op. 84: Due romanze su versi di Michail Lermontov (25-26.6.1950)
- Op. 85: Belinskij (1950)
- Una bella giornata (1950);
- Quattro cori dal film Belinskij
- Op. 86: Quattro canti su versi di E. Dolmatovskij (1951)
- Op. 87: Ventiquattro preludi e fughe (ottobre 1950-febbraio 1951)
- Op. 88: Dieci poemi su tesi di poeti rivoluzionari (1951)
- Danze di bambole (1951)
- Suite da balletto n. 2 (1951)
- Dieci canti popolari russi (1951)
- Op. 89: L'indimenticabile anno 1919 (1951)
- Op. 90: Il sole splende sulla nostra patria (1952)
- Op. 91: Quattro monologhi su versi di Puskin (5-8.10.1952)
- Op. 75a: La giovane guardia, suite dal film (1951)
- Op. 92: Quartetto n. 5 in Si{\displaystyle \flat } mag. (7.9-1.11.1952)
- Suite da balletto n. 3 (1952)
- Canti greci (1952-1953)
- Due canti (1952-1953)
- Op. 93: Sinfonia n. 10 in Mi min. (luglio-25.10.1953)
- Op. 89a: Frammenti dal film L'indimenticabile anno 1919 (1953)
- Op. 94: Concertino in La min. per 2 pianoforti (1953)
- Suite da balletto n. 4 (1953)
- Valzer, dal film Unità (1953)
- Op. 95: Il canto dei grandi fiumi (Unità) (1954)
- Furono baci (1954?)
- Due canti (1954)
- Op. 97: Il tafano (1956)
- Op. 97a: Frammenti dal film Il tafano (1955)
- Op. 98: Cinque romanze (Canti dei nostri giorni) (1954)
- Op. 99: Il primo contingente (1956)
- Op. 99a: Frammenti dal film Il primo contigenti (1956)
- Op. 100: Canti spagnoli(1956)
- Op. 101: Quartetto n. 6 in Sol mag. (7-31.8.1956)
- Tre canti, trascr. (1956)
- Op. 102: Concerto n. 2 per pianoforte ed orchestra in Fa mag. (1957)
- Undici variazioni su tema di Glinka (1957)
- Op. 103: Sinfonia n. 11 in Sol min. "L'anno 1905" (1956-4.8.1957)
- Op. 104: Due adattamenti di canti popolari russi (1957)
- Op. 105: Mosca, Čerëmuški (1957-1958)
- Op. 106: Chovanščhina (1959)
- Op. 107: Concerto n. 1 per violoncello ed orchestra in Mi{\displaystyle \flat } mag. (1959)

### Anni sessanta
- Op. 85a: Suite dal film Belinskij (1960)
- Nei campi stanno i Kolchoz (Gloria) (1960?)
- Op. 108: Quartetto n. 7 in Fa{\displaystyle \sharp } min. (marzo 1960)
- Op. 109: Satire (Scene del passato) (1960)
- Op. 110: Quartetto n. 8 in Do min. (12-14.7.1960)
- I rintocchi di Novorossijsk (La fiamma della gloria eterna), (1960)
- Op. 111: Cinque giorni – Cinque notti (1960)
- Op. 111a: Cinque giorni – Cinque notti, suite dal film (1961)
- Cinque Interludi dall'opera Katerina Izmajlova (1961)
- Op. 112: Sinfonia n. 12 in Re min. "L'anno 1917" per orchestra (1960-22.8.1961)
- Op. 50a: Frammenti dalla trilogia cinematografica "Maksim" (1961)
- Cheryomushki (1962)
- Una passeggiata nel futuro (1962?)
- Canti e danze della morte (1962)
- La signora e il furfante (1962?)
- Op. 113: Sinfonia n. 13 in Si{\displaystyle \flat } min. "Babj Yar" (settembre 1961-20.7.1962)
- Op. 114: Katerina Izmajlova [nuova versione della Lady Macbeth del Distretto di Mcensk] (1956-1963)
- Op. 115: Ouverture su temi popolari russi e circassi (1963)
- Op. 116: Amleto (1963-1964)
- Op. 116a: Amleto, suite dalle musiche (1964)
- Frammenti dal film Un anno, una vita (1964)
- Op. 117: Quartetto n. 9 in Mi{\displaystyle \flat } mag. (2-28.5.1964)
- Op. 118: Quartetto n. 10 in La{\displaystyle \flat } mag. (9-20.7.1964)
- Op. 119: L'esecuzione di Stepan Razin (1964)
- Op. 120: Un anno, una vita (1965)
- Il Placido Don (1965-1970)
- Op. 121: Cinque romanze su testi dalla rivista "Krokodil" (4.9.1965)
- Op. 122: Quartetto n. 11 in Fa min. (30.1.1966)
- Op. 123: Prefazione alla collezione completa della mia opera e brevi riflessioni in proposito (2.3.1966)
- Op. 124: Due cori da Davidenko, per coro e orch. (1962)
- Op. 125: Concerto per violoncello ed orchestra [riorch. dell'op. 129 di R. Schumann] in La min. (1963)
- Op. 126: Concerto n. 2 per violoncello ed orchestra in Sol min. (1966)
- Op. 127: Sette romanze su poesie di Aleksandr Blok (3.2.1967)
- Op. 128: Primavera, primavera (1967)
- Op. 129: Concerto n. 2 per violino ed orchestra in Do{\displaystyle \sharp } min. (8.5.1967)
- Op. 130: Preludio sinfonico - funerario (1967)
- Op. 131: Ottobre, poema sinfonico (1967)
- Op. 132: Sof'ja Perovskaja (1967)
- Op. 133: Quartetto n. 12 in Re{\displaystyle \flat } mag. (11.3.1968)
- Op. 134: Sonata per violino (ottobre 1968)
- Op. 135: Sinfonia n. 14 (2.3.1969)

### Anni settanta
- Op. 136: Lealtà (1970)
- Op. 137: Re Lear (1970)
- Op. 138: Quartetto n. 13 in Si{\displaystyle \flat } min. (10.8.1970)
- Il mio paese natale (1970)
- Lamento del popolo (1970?)
- Op. 139: Marcia della milizia sovietica (1970)
- Op. 140: Sei romanze su testi di poeti inglesi (1971)
- Op. 141: Sinfonia n. 15 in La mag. (luglio-agosto 1971)
- Op. 142: Quartetto n. 14 in Fa{\displaystyle \sharp } mag. (1972-23.4.1973)
- I giorni di Pietroburgo (1973)
- Op. 143: Sei poesie di Marina Cevtaeva (7.8.1973)
- Op. 143a: Sei poesie di Marina Cevtaeva, (1974)
- Op. 144: Quartetto n. 15 in Mi{\displaystyle \flat } mag. (17.5.1974)
- Op. 145: Suite su versi di Michelangelo Buonarroti (31.7.1974)
- Op. 145a: Suite su versi di Michelangelo Buonarroti (1974)
- Op. 146: Quattro poesie del capitano Lebjadkin (6.4.-31.8.1974)
- I sognatori (1975?)
- Suite dal film "La nuova Babilonia" (1975?)
- Il canto della mosca, trascr. (1975)
- Op. 147: Sonata per viola (giugno-5.7.1975)
- Il racconto del pope e del suo servo Balda, a cura di S. Chentova (1978)

## Per numero d'opus

### Anni dieci
- Op. 1: Scherzo in Fa{\displaystyle \sharp } min. (fine 1919)
- Op. 2: Otto Preludi (1919-1920)

### Anni venti
- Op. 3: Tema e Variazioni in Si{\displaystyle \flat } mag. (1921-1922)
- Op. 4: Due favole di Krylov (1921-22)
- Op. 5: Tre danze fantastiche (1920-22)
- Op. 6: Suite per 2 pianoforti in Fa{\displaystyle \sharp } min (marzo 1922)
- Op. 7: Scherzo in Mi{\displaystyle \flat } mag. (1923-15.10.1924)
- Op. 8: Trio n. 1 (1923)
- Op. 9: Tre pezzi (1923-1924)
- Op. 10: Sinfonia n. 1 in Fa min. (1923-1.7.1925)
- Op. 11: Due pezzi (Preludio e Scherzo) (1924-1925)
- Op. 12: Sonata n. 1 (1926)
- Op. 13: Aforismi (25.1-7.4.1927)
- Op. 14: Sinfonia n. 2 in Si mag. "All'Ottobre" (marzo-estate 1927)
- Op. 15: Il naso (1927-1928)
- Op. 15a: Suite da "Il naso" (1927)
- Op. 16: Thaiti Trot - Tea for Two
- Op. 17: Due pezzi da Scarlatti (1928)
- Op. 18: La nuova Babilonia (1928); vedi Suite
- Op. 19: La cimice (1929)
- Op. 20: Sinfonia n. 3 in Mi{\displaystyle \flat } mag. "Al primo Maggio" (1929)
- Op. 21: Sei Romanze su versi di poeti giapponesi (1928-1932)
- Op. 22: L'età dell'oro (1929-1930)
- Op. 22a: L'età dell'oro, suite dal balletto (1929-1930)
- Op. 23: Colombo, due pezzi per l'opera Armer Columbus di Dressel (1929)
- Op. 24: Lo sparo (1929)

### Anni trenta
- Op. 25: Terre vergini (1930?)
- Op. 26: Sola (1930-1931)
- Op. 27: Il bullone (1930-1931)
- Op. 27a: Il bullone, suite da balletto n. 5 (1931)
- Op. 28: Rule Britannia! (1931)
- Op. 29: Lady Machbeth del distretto di Mcensk, (1930-1932)
- Op. 30: Le montagne dorate (1930-1931)
- Op. 30a: Le montagne dorate, suite dal film (1931)
- Op. 31: Giustiziati con condizionale (Hypothetically murdered) (1931)
- Op. 32: Amleto (1931-1932)
- Op. 32a: Suite da "Amleto" (1932)
- Op. 33: Il passante (La tua prossima via) (1932)
- Op. 34: Ventiquattro preludi (1932)
- Op. 35: Concerto n. 1 per pianoforte, tromba ed orchestra d'archi in Do min. (6.3-20.7.1933)
- Op. 36: Il racconto del pope e del suo servo Balda (1933-1935)
- Op. 37: La commedia umana (1933-1934)
- Op. 38: Amore e odio (1934)
- Op. 39: Il rivo chiaro (1934-1935)
- Op. 40: Sonata in Re min. (14.8-19.9.1934)
- Op. 41: La giovinezza di Maksim (Il bolscevico) (1934)
- Op. 41a: Amiche (1934-1935)
- Op. 42: Cinque frammenti (9.6.1935)
- Op. 43: Sinfonia n. 4 in Do min. (tardo 1934-20.5.1936)
- Op. 44: Salve Spagna! (1936)
- Op. 45: Il ritorno di Maksim (1936-1937)
- Op. 46: Quattro romanze su versi di Puskin (1936)
- Op. 46a: Tre Romanze su versi di Puškin(1944)
- Op. 47: Sinfonia n. 5 in Re min. (18.4-20.7.1937)
- Op. 48: I giorni di Volocaevskij (Intervento nel lontano est) (1936-1937)
- Op. 49: Quartetto n. 1 in Do mag. (30.5-17.7.1938)
- Op. 50: La zona di Vyborg (1938)
- Op. 50a: Frammenti dalla trilogia cinematografica "Maksim" (1961)
- Op. 51: Amici (1938)
- Op. 52: Il grande cittadino, I e II (1938)
- Op. 53: L'uomo col fucile (Novembre) (1938)
- Op. 54: Sinfonia n. 6 in Si min. (estate-metà Ottobre 1939)
- Op. 55: Musiche del film Il grande abitante, seconda parte (1939)
- Op. 56: Lo stupido topolino (1939)
- Op. 57: Quintetto con pianoforte in Sol min. (14.9.1940)
- Op. 58: Boris Godunov, riorchestr. (1939-1940)

### Anni quaranta
- Op. 59: Le avventure di Korzinka (1940)
- Op. 60: Sinfonia n. 7 in Do mag. "Leningrado" (Agosto-27.12.1941)
- Op. 61: Sonata per pianoforte n. 2 in Si min. (18.2-17.3.1942)
- Op. 62: Sei romanze su versi di poeti inglesi (1942)
- Op. 63: Leningrado città natale (1942)
- Op. 64: Zoja (Chi è costei?) (1944)
- Op. 64a: Frammenti dal film Zoya (1944)
- Op. 65: Sinfonia n. 8 in Do min. (tarda estate 1943)
- Op. 66: Fiume russo (1944)
- Op. 67: Trio n. 2 in Mi min. (15.2-13.8.1944)
- Op. 68: Quartetto n. 2 in La mag. (2.9.1944)
- Op. 69: Quaderno infantile (1944)
- Op. 70: Sinfonia n. 9 in Mi{\displaystyle \flat } mag. (26.7-30.8.1945)
- Op. 71: Gente semplice (1945)
- Op. 72: Due canti (1942)
- Op. 73: Quartetto n. 3 in Fa mag. (26.1-2.8.1946)
- Op. 74: Poema sulla patria (1947)
- Op. 75: La giovane guardia, I e II (1947-1948)
- Op. 75a: La giovane guardia, suite dal film (1951)
- Op. 76: Pirogov (1947)
- Op. 76a: Pirogov, suite dal film (1947?)
- Op. 77: Concerto per violino n. 1 in La min. (21.7.1947-24.3.1948)
- Op. 78: Micurin (1948); vedi Suite da balletto n. 2
- Op. 78a: Suite dal film Micurin (1964)
- Op. 79: Dalla poesia popolare ebraica (1.8-1.10.1948)
- Op. 79a: Dalla poesia popolare ebraica (24.10.1948)
- Op. 80: Incontro sull'Elba (1948)
- Op. 80a: Incontro sull'El'ba, suite dal film (1948?)
- Op. 81: Il canto delle foreste (1949)
- Op. 82: La caduta di Berlino (1949)
- Op. 82a: Suite dal film La caduta di Berlino (1950)
- Op. 83: Quartetto n. 4 in Re mag. (1949)

### Anni cinquanta
- Op. 84: Due romanze su versi di Michail Lermontov (25-26.6.1950)
- Op. 85: Belinskij (1950)
- Op. 85a: Suite dal film Belinskij (1960)
- Op. 86: Quattro canti su versi di E. Dolmatovskij (1951)
- Op. 87: Ventiquattro preludi e fughe (ottobre 1950-febbraio 1951)
- Op. 88: Dieci poemi su tesi di poeti rivoluzionari (1951)
- Op. 89: L'indimenticabile anno 1919 (1951)
- Op. 89a: Frammenti dal film L'indimenticabile anno 1919 (1953)
- Op. 90: Il sole splende sulla nostra patria (1952)
- Op. 91: Quattro monologhi su versi di Puskin (5-8.10.1952)
- Op. 92: Quartetto n. 5 in Si{\displaystyle \flat } mag. (7.9-1.11.1952)
- Op. 93: Sinfonia n. 10 in Mi min. (luglio-25.10.1953)
- Op. 94: Concertino in La min. per 2 pianoforti (1953)
- Op. 95: Il canto dei grandi fiumi (Unità) (1954)
- Op. 96: Ouverture festiva (1947)
- Op. 97: Il tafano (1956)
- Op. 97a: Frammenti dal film Il tafano (1955)
- Op. 98: Cinque romanze (Canti dei nostri giorni) (1954)
- Op. 99: Il primo contingente (1956)
- Op. 99a: Frammenti dal film Il primo contigente (1956)
- Op. 100: Canti spagnoli(1956)
- Op. 101: Quartetto n. 6 in Sol mag. (7-31.8.1956)
- Op. 102: Concerto per pianoforte n. 2 in Fa mag. (1957)
- Op. 103: Sinfonia n. 11 in Sol min. "L'anno 1905" (1956-4.8.1957)
- Op. 104: Due adattamenti di canti popolari russi (1957)
- Op. 105: Mosca, Čerëmuški (1957-1958)
- Op. 106: Chovanščhina (1959)
- Op. 107: Concerto per violoncello n. 1 in Mi{\displaystyle \flat } mag. (1959)

### Anni sessanta
- Op. 108: Quartetto n. 7 in Fa{\displaystyle \sharp } min. (marzo 1960)
- Op. 109: Satire (Scene del passato) (1960)
- Op. 110: Quartetto n. 8 in Do min. (12-14.7.1960)
- Op. 111: Cinque giorni – Cinque notti (1960)
- Op. 111a: Cinque giorni – Cinque notti, suite dal film (1961)
- Op. 112: Sinfonia n. 12 in Re min. "L'anno 1917" per orchestra (1960-22.8.1961)
- Op. 113: Sinfonia n. 13 in Si{\displaystyle \flat } min. "Babj Yar" (settembre 1961-20.7.1962)
- Op. 114: Katerina Izmajlova [nuova versione della Lady Macbeth del Distretto di Mcensk] (1956-1963)
- Op. 115: Ouverture su temi popolari russi e circassi (1963)
- Op. 116: Amleto (1963-1964)
- Op. 116a: Amleto, suite dalle musiche (1964)
- Op. 117: Quartetto n. 9 in Mi{\displaystyle \flat } mag. (2-28.5.1964)
- Op. 118: Quartetto n. 10 in La{\displaystyle \flat } mag. (9-20.7.1964)
- Op. 119: L'esecuzione di Stepan Razin (1964)
- Op. 120: Un anno, una vita (1965)
- Op. 121: Cinque romanze su testi dalla rivista "Krokodil" (4.9.1965)
- Op. 122: Quartetto n. 11 in Fa min. (30.1.1966)
- Op. 123: Prefazione alla collezione completa della mia opera e brevi riflessioni in proposito (2.3.1966)
- Op. 124: Due cori da Davidenko, per coro e orch. (1962)
- Op. 125: Concerto per violoncello ed orchestra [riorch. dell'op. 129 di R. Schumann] in La min. (1963)
- Op. 126: Concerto n. 2 per violoncello ed orchestra in Sol min. (1966)
- Op. 127: Sette romanze su poesie di Aleksandr Blok (3.2.1967)
- Op. 128: Primavera, primavera (1967)
- Op. 129: Concerto per violino n. 2 in Do{\displaystyle \sharp } min. (8.5.1967)
- Op. 130: Preludio sinfonico - funerario (1967)
- Op. 131: Ottobre, poema sinfonico (1967)
- Op. 132: Sof'ja Perovskaja (1967)
- Op. 133: Quartetto n. 12 in Re{\displaystyle \flat } mag. (11.3.1968)
- Op. 134: Sonata per violino (ottobre 1968)
- Op. 135: Sinfonia n. 14 (2.3.1969)

### Anni settanta
- Op. 136: Lealtà (1970)
- Op. 137: Re Lear (1970)
- Op. 138: Quartetto n. 13 in Si{\displaystyle \flat } min. (10.8.1970)
- Op. 139: Marcia della milizia sovietica (1970)
- Op. 140: Sei romanze su testi di poeti inglesi (1971)
- Op. 141: Sinfonia n. 15 in La mag. (luglio-agosto 1971)
- Op. 142: Quartetto n. 14 in Fa{\displaystyle \sharp } mag. (1972-23.4.1973)
- Op. 143: Sei poesie di Marina Cevtaeva (7.8.1973)
- Op. 143a: Sei poesie di Marina Cevtaeva, (1974)
- Op. 144: Quartetto n. 15 in Mi{\displaystyle \flat } mag. (17.5.1974)
- Op. 145: Suite su versi di Michelangelo Buonarroti (31.7.1974)
- Op. 145a: Suite su versi di Michelangelo Buonarroti (1974)
- Op. 146: Quattro poesie del capitano Lebjadkin (6.4.-31.8.1974)
- Op. 147: Sonata per viola (giugno-5.7.1975)

### Senza numero d'opus
- Gli Zingari (1915 - 1918)
- Minuetto, Preludio e Intermezzo (1919-1920)
- Murzilka (1919-1920)
- Cinque preludi (1920-1921)
- Ti ho atteso nella grotta (1921)
- Sonata in Si{\displaystyle \flat } min. (1924)
- Trascrizione della Sinfonia di Salmi (Stravinsky) (1930?)
- Quattro movimenti, dalla rivista (1931)
- Giustiziati con condizionale (Hypothetically murdered) (1931)
- Due pezzi per quartetto d'archi (1.11.1931)
- La compagnia verde, orchestr. (1931)
- Genu in Pilae (1932)
- Da Carlo Marx ai nostri giorni (1932); progetto
- Orango (1932)
- Il canto del prossimo treno (1932?)
- Pena e lamento del mio cuore (1932?)
- Il grande fiume (1932-1933)
- Madrigale per il nuovo anno (dicembre 1933)
- Suite per orchestra jazz n. 1 (1934)
- Vocalizzo (1934)
- Incontriamo questo mattino (Canto dei giovani lavoratori) (1936)
- Le dodici sedie (1937-1938)
- Suite per orchestra jazz n. 2 (1938)
- Romanza (1938 o 1941?)
- Vergnügungzug ("Treno del divertimento"), (1939) riorch.
- Canto del Pazzo e ballata di Cordelia (1940?)
- Tre pezzi, per vl. solo (1940)
- I giocatori (1941-1942)
- L'Internazionale, orchestrazione (1941)
- La promessa al commissario del popolo, (1941)
- Marcia cerimoniale (1942)
- Il violino di Rothschild (1942-1944)
- Gli eroici difensori di Mosca, (1943?)
- Nacque una ragazza coraggiosa nel suo paese natale (1944?)
- Inno nazionale sovietico (1944 o 1952); con A. Chacaturjan
- Otto canti popolari inglesi e americani (1944)
- Il rivo chiaro, suite (1945)
- Tre pezzi (1947-1948); non realizzati
- Ždanovščina (?) (1948)
- Una marcia allegra per 2 pf (1949)
- Suite da balletto n. 1 (1949)
- Una bella giornata (1950);
- Quattro cori dal film Belinskij
- Danze di bambole (1951)
- Suite da balletto n. 2 (1951)
- Dieci canti popolari russi (1951)
- Suite da balletto n. 3 (1952)
- Canti greci (1952-1953)
- Due canti (1952-1953)
- Suite da balletto n. 4 (1953)
- Valzer, dal film Unità (1953)
- Furono baci (1954?)
- Due canti (1954)
- Tre canti, trascr. (1956)
- Undici variazioni su tema di Glinka (1957)
- Nei campi stanno i Kolchoz (Gloria) (1960?)
- I rintocchi di Novorossijsk (La fiamma della gloria eterna), (1960)
- Cinque Interludi dall'opera Katerina Izmajlova (1961)
- Cheryomushki (1962)
- Una passeggiata nel futuro (1962?)
- Canti e danze della morte (1962)
- La signora e il furfante (1962?)
- Frammenti dal film Un anno, una vita (1964)
- Il Placido Don (1965-1970)
- Il mio paese natale (1970)
- Lamento del popolo (1970?)
- I giorni di Pietroburgo (1973)
- I sognatori (1975?)
- Suite dal film "La nuova Babilonia" (1975?)
- Il canto della mosca, trascr. (1975)
- Il racconto del pope e del suo servo Balda, a cura di S. Chentova (1978)